# Pierścień Rybaka

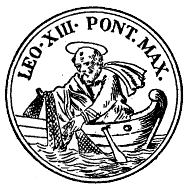
Pierścień Rybaka papieża Leona XIII

Pierścień Rybaka (łac. anulus Piscatoris) – złoty lub pozłacany sygnet papieża stosowany od XIII wieku jako pieczęć do sygnowania brewe i listów prywatnych (dla odróżnienia od okrągłej pieczęci z wyobrażeniem głów Piotra i Pawła, którą papież sygnuje dokumenty oficjalne, takie jak listy apostolskie oraz bulle).
Pierścień Rybaka przedstawia świętego Piotra zarzucającego sieć, a wokół tego wyobrażenia wygrawerowane jest imię papieża.
Papieże do Benedykta XVI w XXI wieku otrzymywali Pierścień Rybaka od dziekana Kolegium Kardynałów podczas uroczystej mszy inaugurującej pontyfikat (która ma miejsca kilka dni po wyborze nowego papieża). Zgodnie ze zmianami wprowadzonymi przez Benedykta XVI obecnie przekazanie pierścienia odbywa się przed mszą. Zaraz po liturgii papież oddaje pierścień Mistrzowi Ceremonii Papieskich w celu wygrawerowania na nim wybranego imienia. Pierścień ten przechowywany jest przez Mistrza Komnaty Papieskiej, a jego duplikat znajduje się w Sekretariacie Stanu. Po wygrawerowaniu papież otrzymuje pierścień z powrotem.
Po śmierci papieża Pierścień Rybaka jest zgodnie z tradycją niszczony. Odbywa się to przez jego przełamanie, tak aby nie mógł już służyć jako pieczęć. Pierścień może być następnie przetopiony. W przypadku pierścienia ustępującego Benedykta XVI pierścień został zniszczony przez wykonanie dwóch głębokich nacięć na wizerunku Rybaka.
Pierścień Rybaka papieża Franciszka nie był złoty, lecz pozłacany, gdyż papież odmówił przyjęcia złotego Pierścienia.